# Martí Albesa
Martí Albesa   (Olot, 1988) és un fotoperiodista català.
Ha treballat per a diversos mitjans com Nació Digital, el Diari Ara, El País, La Vanguardia o La Directa, i per mitjans internacionals com La Gaceta de México, entre d'altres.
El 2017 va fundar l'Agència Talaia amb Sara Montesinos, des d'on ha impulsat la sèrie documental 18+1 i Sólo vivir. L'agència ha fet diversos projectes de temàtica migratòria, cobrint diverses rutes d’entrada a Europa. Es van conèixer a Grècia, al camp militar de Vasilika, i vam començar a treballar en la immigració.
D'altra banda, també ha produït i realitzat documentals com Eko 385, Més enllà dels camps, o Dones de la Vall II, en col·laboració amb l'Institut Català de les Dones i l'ICEC. És el fotògraf oficial d'esdeveniments com el Festival Sismògraf, el És Dansa i el MOT, entre d'altres.
El maig de 2023 va inaugurar l'exposició Un mar de plàstic al Museu de la Garrotxa, amb imatges fetes a la zona de El Ejido i les costes d’Almeria, on hi ha hivernacles ocupant unes trenta mil hectàrees i hi viuen més de 4.000 persones en condicions miserables.

## Publicacions
- Tan sols viure (Pagès editors, 2020) ISBN 978-84-1303-174-3 (Amb Sara Montesinos)
- +Valents, amb Joan Manuel Robles[9]
- Valents, amb Joan Manuel Robles

## Premis i reconeixements
El 2019 va guanyar el Premi Joves Fotògraf(e)s de la Diputació de Girona amb el projecte “La frontera sud a l’ombra del nord”.